# Peperomia cereoides
Peperomia cereoides är en pepparväxtart som beskrevs av Pino & Cieza. Peperomia cereoides ingår i släktet peperomior, och familjen pepparväxter. Utöver nominatformen finns också underarten P. c. reducta.